# Arthur Weigall

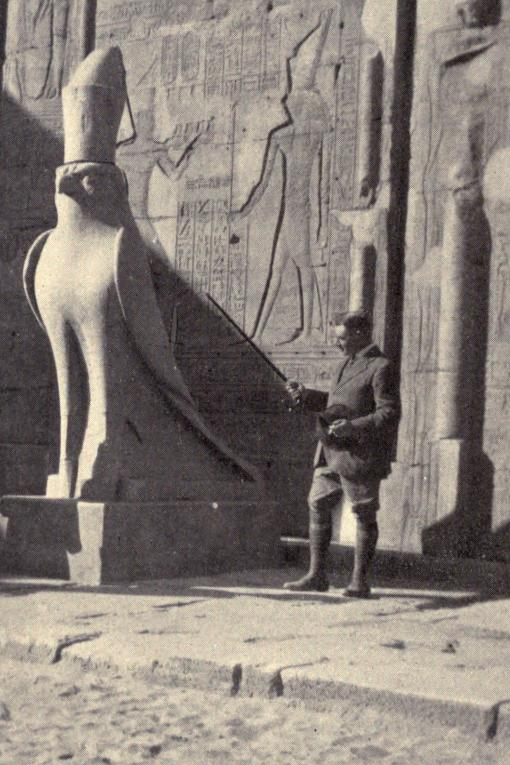
Arthur Weigall al Tempio di Edfu

Arthur Edward Pearse Brome Weigall (Saint Helier, 20 novembre 1880 – Londra, 2 gennaio 1934) è stato un egittologo, giornalista e scrittore inglese le cui opere spaziano dall'antico Egitto alle biografie storiche, dai romanzi popolari alle sceneggiature ed alle canzoni.

## Biografia
Arthur Weigall nacque nell'anno in cui il padre, ufficiale dell'esercito, morì nella Frontiera del Nord Ovest, in India. Da giovane vedova, la madre divenne missionaria nella baraccopoli dell'tarda Inghilterra vittoriana. Per questo motivo Arthur Weigall crebbe a Salford presso il Wellington College, una scuola con forti legami con l'esercito. Iniziò a lavorare da apprendista impiegato nella Città di Londra, ma un precoce amore per la genealogia lo portò ai faraoni dell'antico Egitto, e da qui all'egittologia, che studiò come autodidatta. Una misteriosa finanziatrice lo incoraggiò ad iscriversi presso il New College di Oxford, che frequentò per alcuni mesi, mentre attendeva di completare gli esami di ammissione. Nel frattempo, però, si rese conto che l'egittologia non era ancora studiata ad Oxford, per cui si trasferì per un anno a Lipsia per apprendere il tedesco con l'obiettivo, mai realizzato, di iscriversi a un'università tedesca. Al suo ritorno in Inghilterra trovò lavoro presso Flinders Petrie, prima all'University College (Londra) e poi ad Abido in Egitto.
La vita con Flinders Petrie era notoriamente dura, e dopo un po' di tempo Arthur Weigall si trasferì a lavorare per Friedrich Wilhelm von Bissing, un egittologo tedesco. All'inizio del 1905 Howard Carter si trovava con Arthur Weigall a Saqqara quando, dopo un incidente con alcuni turisti francesi, fu obbligato a rassegnare le dimissioni da Capo ispettore delle Antichità per l'Alto Egitto. Improvvisamente, all'età di 25 anni, Arthur Weigall fu nominato per sostituire Howard Carter a Luxor, come responsabile della protezione e della gestione delle antichità di una regione che si estendeva da Nag Hammadi al confine col Sudan.
A Luxor, Arthur Weigall si gettò con grande energia negli aspetti del lavoro che fino ad allora gli erano stati negati, la protezione e conservazione di oggetti e monumenti che erano in costante fuga verso i voraci mercati di Europa ed America settentrionale. Rimase a Luxor fino al 1911. Fu un periodo di intensa attività, con la scoperta delle tombe di Yuya e Tuya, della KV55, della tomba di Horemheb, dei viaggi nel deserto orientale, della scrittura di una popolare biografia di Akhenaton e di una guida alle antichità dell'Alto Egitto. Lavorò con Alan Gardiner sulle "tombe dei nobili" a Tebe, e potrebbe aver aiutato Howard Carter a unirsi al conte di Carnarvon nella scoperta della tomba di Tutankhamon. Fu invischiato nei coinvolgimenti sociali e burocratici di Luxor e Il Cairo, entrando in stretto contatto con Flinders Petrie, Gaston Maspero, Theodore Davis, Percy Newberry, Howard Carter ed altri, e diventando amico di Sir Ronald Storrs e del luccicante mondo di una società edoardiana in Egitto. Un problema lo fece uscire dall'Egitto, e la prima guerra mondiale fece fallire il suo progetto di creare un istituto di egittologia per egiziani.
A Londra, durante la prima guerra mondiale, Arthur Weigall divenne uno sceneggiatore di successo per il teatro di rivista londinese. Iniziò una cooperazione con il cinema: lavorò con Bannister Merwin, Jack Buchanan e Phyllis Monkton nel film Her Heritage, e negli anni venti Lord Northcliffe lo nominò critico cinematografico per il Daily Mail. In seguito uno dei suoi romanzi fu tradotto nel film Burning Sands del produttore George Melford.
Il giornalismo lo riportò in Egitto. Parlò dell'apertura della tomba di Tutankhamon come corrispondente per il Daily Mail, in opposizione diretta con i tentativi di Howard Carter e Lord Carnarvon per conto del Times che voleva monopolizzare la storia, un monopolio che considerava errato e politicamente pericoloso per le relazioni tra Inghilterra ed Egitto, nel periodo in cui il sentimento nazionalista era forte.
Arthur Weigall morì nel 1934. Durante il suo primo matrimonio con Hortense Schleiter, una statunitense, scrisse appassionanti racconti della propria vita a Luxor e nell'Alto Egitto. Il suo secondo matrimonio (con una pianista, sorella di Beatrice Lillie) lo riportò nel mondo dello show business come talentuoso paroliere di canzoni.

## Opere
- Arthur Weigall, A Guide to the Antiquities of Egypt, ISBN 0-09-185047-9
- Arthur Weigall, The Life and Times of Cleopatra, Queen of Egypt, ISBN 0-7103-1001-3
- Arthur Weigall, Personalities of Antiquity, ISBN 0-8369-1217-9
- Julie Hankey, A Passion for Egypt: A Biography of Arthur Weigall, ISBN 1-86064-566-6
- Arthur Weigall, Alexander The Great, ISBN 9989-920-86-9
- Arthur Weigall, Laura Was My Camel (Thornton Butterworth Ltd, Londra, 1933)
- Arthur Weigall, Paganism in Our Christianity, orig. pubbl. 1928, Kessinger Publishing, ristampa 2003, ISBN 0-7661-3541-1
- Arthur Weigall, The Life and Times of Akhnaton, Cooper Square Press, ristampa 2000, ISBN 978-0-8154-1092-8
- Arthur Weigall, The Life and Times of Marc Antony, Garden City Publishing Company. New York, 1921